# 马克·卡尔尤
马克·卡尔尤（荷蘭語：Mark Caljouw，1995年1月25日—），荷蘭男子羽毛球運動員。

## 簡歷
2013年3月，马克·卡尔尤出戰在土耳其安卡拉舉行的歐洲青年羽毛球錦標賽，在率先進行的混合团体赛中，助荷兰队取得铜牌；而在單打賽事中，马克·卡尔尤以0比2 （17-21、14-21）不敌德国的法比安·罗斯，赢得季军。他随后在11月出戰挪威羽毛球國際賽，最終在决赛中以0比2 （17-21、16-21）不敌芬兰的卡斯帕·莱希科伊宁。
2014年5月，马克·卡尔尤与贾斯廷·提文出戰希臘羽毛球國際賽，在準决赛中以0比2 （12-21、14-21）不敌赛会3号种子、丹麦的马蒂亚斯·克里斯蒂安森/大卫·道嘉德。同年10月，他出戰匈牙利羽毛球國際賽，在準決賽中以1比3 （6-11、11-10、4-11、10-11）不敌赛会7号种子、克罗埃西亚的兹沃尼米尔·杜尔金雅克。
2015年1月，马克·卡尔尤出戰愛沙尼亞羽毛球國際賽，在準决赛中以0比2 （20-22、10-21）不敌赛会7号种子、英格兰的托比·潘迪。他接着在3月出戰葡萄牙羽毛球國際賽，在準决赛中以1比2 （21-19、15-21、17-21）不敌赛会头号种子、日本的坂井一將。同期3月，他出戰羅馬尼亞羽毛球國際賽，在準決賽中以2比3 （11-4、2-11、11-5、7-11、9-11）不敌赛会7号种子、印尼的阿迪·普拉塔玛。
2016年4月，马克·卡尔尤出戰荷蘭羽毛球國際賽，在準决赛中以0比2 （19-21、21-23）不敌赛会头号种子、西班牙的巴勃罗·阿维安。
2017年3月，马克·卡尔尤出戰奧爾良羽毛球國際挑戰賽，在决赛中以2比1 （21-6、18-21、21-11）击败了赛会4号种子、法国的卢卡斯·科维。同年10月，他出戰荷蘭羽毛球大獎賽，在準决赛中以0比2 （16-21、6-21）不敌重返國際賽場的桃田賢斗。接着10月，他出戰碧特博格羽毛球黃金大獎賽，在準决赛中以1比2 （15-21、21-16、14-21）不敌赛会4号种子、中華台北的許仁豪。年尾11月，他出戰蘇格蘭羽毛球大獎賽，在準决赛中以1比2 （16-21、21-16、17-21）不敌16号种子、法国的卢卡斯·科维。
2017年8月，卡尔尤參加蘇格蘭格拉斯哥舉行的世界羽毛球錦標賽，出戰男子單打項目。他在首圈以2比0擊敗斯里蘭卡選手尼卢卡·卡鲁纳拉特纳晉級，但在第二圈就以0比2（13-21、18-21）不敵13號種子、印度的阿贾伊·贾亚拉姆出局。
2018年3月，马克·卡尔尤出戰奧爾良羽毛球大師賽，在决赛中以2比1 （10-21、21-18、21-8）击败了赛会3号种子、丹麦的拉斯穆斯·傑姆克，首次赢得了100赛的男单冠军。随后6月，他出戰美國羽毛球公開賽，在决赛中以1比2 （21-14、17-21、16-21）不敌赛会头号种子、韩国的李東根。
2021年全英羽毛球公開賽，於首圈以21－7、21－7轻取来自泰国的科希特·佩爾帕達布，在次圈以21－18、21－7擊敗愛爾蘭的阮日晋级，8强则以2比1（21-17、16-21、21-17）战胜拉克什亞·森，成功晋级4强；最終以13－21、17－21不敌該屆冠军得主、马来西亚的李梓嘉，但寫下荷兰選手历史最佳记录。

## 主要比賽成績
只列出曾進入準決賽的國際賽事成績：
| 年份   | 賽事                       | 公開賽級別 | 項目     | 拍檔        | 成績   |
| ------ | -------------------------- | ---------- | -------- | ----------- | ------ |
| 2013年 | 歐洲青年羽毛球錦標賽       | 其他       | 混合團體 | －          | 季軍   |
| 2013年 | 歐洲青年羽毛球錦標賽       | 其他       | 男子單打 | －          | 亞軍   |
| 2013年 | 挪威羽毛球國際賽           | 國際系列賽 | 男子單打 | －          | 亞軍   |
| 2014年 | 希臘羽毛球國際賽           | 國際系列賽 | 男子雙打 | 贾斯廷·提文 | 準決賽 |
| 2014年 | 匈牙利羽毛球國際賽         | 國際系列賽 | 男子單打 | －          | 準決賽 |
| 2015年 | 愛沙尼亞羽毛球國際賽       | 國際系列賽 | 男子單打 | －          | 準決賽 |
| 2015年 | 葡萄牙羽毛球國際賽         | 國際系列賽 | 男子單打 | －          | 準決賽 |
| 2015年 | 羅馬尼亞羽毛球國際賽       | 國際系列賽 | 男子單打 | －          | 準決賽 |
| 2016年 | 荷蘭羽毛球國際賽           | 國際系列賽 | 男子單打 | －          | 準決賽 |
| 2017年 | 奧爾良羽毛球國際挑戰賽     | 國際挑戰賽 | 男子單打 | －          | 冠軍   |
| 2017年 | 荷蘭羽毛球大獎賽           | 大獎賽     | 男子單打 | －          | 準決賽 |
| 2017年 | 碧特博格羽毛球黃金大獎賽   | 黃金大獎賽 | 男子單打 | －          | 準決賽 |
| 2017年 | 蘇格蘭羽毛球大獎賽         | 大獎賽     | 男子單打 | －          | 準決賽 |
| 2018年 | 奧爾良羽毛球大師賽         | 超級100賽  | 男子單打 | －          | 冠軍   |
| 2018年 | 美國羽毛球公開賽           | 超級300賽  | 男子單打 | －          | 亞軍   |
| 2018年 | 荷蘭羽毛球公開賽           | 超級100賽  | 男子單打 | －          | 準決賽 |
| 2018年 | 蘇格蘭羽毛球公開賽         | 超級100賽  | 男子單打 | －          | 準決賽 |
| 2019年 | 歐洲羽毛球混合團體錦標賽   | 其他       | 混合團體 | －          | 季軍   |
| 2019年 | 奧地利羽毛球公開賽         | 國際挑戰賽 | 男子單打 | －          | 冠軍   |
| 2019年 | 奧爾良羽毛球大師賽         | 超級100賽  | 男子單打 | －          | 準決賽 |
| 2019年 | 巴西羽毛球國際挑戰賽       | 國際挑戰賽 | 男子單打 | －          | 準決賽 |
| 2019年 | 哈爾科夫羽毛球國際賽       | 國際挑戰賽 | 男子單打 | －          | 冠軍   |
| 2020年 | 歐洲羽毛球男女子團體錦標賽 | 其他       | 男子團體 | －          | 亞軍   |
| 2020年 | 薩洛盧羽毛球公開賽         | 超級100賽  | 男子單打 | －          | 亞軍   |
| 2021年 | 全英羽毛球公開賽           | 超級1000賽 | 男子單打 | －          | 準決賽 |
| 2023年 | 丹麥羽毛球大師賽           | 國際挑戰賽 | 男子單打 | －          | 亞軍   |
| 2023年 | 阿布達比羽毛球大師賽       | 超級100賽  | 男子單打 | －          | 亞軍   |
| 2023年 | 愛爾蘭羽毛球公開賽         | 國際挑戰賽 | 男子單打 | －          | 準決賽 |
| 2024年 | 泰國羽球大師賽             | 超級300賽  | 男子單打 | －          | 準決賽 |

| 2007-2017年 | 首要超級賽 | 超級賽 | 黃金大獎賽 | 大獎賽 | 國際挑戰賽 | 國際系列賽 | 未來系列賽 | 其他 |

| 2018-2026年 | 總決賽 | 超級1000賽 | 超級750賽 | 超級500賽 | 超級300賽 | 超級100賽 | 國際挑戰賽 | 國際系列賽 | 未來系列賽 | 其他 |

### 奧運會和世錦賽參賽紀錄
|          | 2017 | 2018 | 2019 | 2020 | 2021 | 2022 | 2023 |
| -------- | ---- | ---- | ---- | ---- | ---- | ---- | ---- |
| 男子單打 | 32強 | 64強 | 64強 | 16強 | 8強  | 32強 | 64強 |

## 外部連結
- 马克·卡尔尤的Facebook專頁